# Második szicíliai rabszolgaháború
A második szicíliai rabszolgaháború vagy egyszerűen második rabszolgaháború i. e. 104-től 100-ig tartott Szicília szigetén, amely az első rabszolgaháború utáni és a Spartacus előtti újabb nagy felkelés volt a Római Köztársaság ellen. A felkelés vezére a görög Szalviosz aulosz játékos és a kilikiai származású Athenion pásztor voltak.

## Előzmények
A rómaiak ebben az időben jelentős sikereket értek el Jugurtha numida király ellen és a mai Líbia területén nagyszámú foglyot ejtve sok rabszolgát adtak el. A sikert Gaius Marius érte el, aki ebben az időben megreformálta a római hadsereget és olyan struktúra szerint alakította ki, ami évszázadokig meghatározó maradt. Róma ezzel az újfajta haderővel érte el később legnagyobb sikereit és igázta le Európa jelentős hányadát, illetve nagy területeket Afrikában és Ázsiában. Marius reformjait úgy tudta keresztül vinni, hogy egymás után választották consullá. A kimberek és teutonok ellen is véres háborúk folytatott, ami tovább indokolta a hadsereg számának növelését. Marius III. Nikomédész bithüniai király segítségét is kérte, aki Róma szövetségese volt, ám a király viszont nem tudta kötelességét teljesíteni, azzal érvelt, hogy nagyon sok alattvalóját a római adószedők szolgaságba vetették és más provinciákba hurcolták.
A szenátus ezért döntést hozott, hogy nem lehet rabszolga egy Rómával szövetséges állam lakója, így utasították a provinciák helytartóit, hogy szabadítsák fel az oda hurcolt büthiniai rabszolgákat. Publius Lucinus Nerva szicíliai helyettes praetor az első napokban 800 rabszolgák szabadított fel a szenátus határozata értelmében, ettől viszont a helyzet feszült lett, mert még sok másik rabszolga remélte így visszanyerni szabadságát. A gazdag polgárok közbelépésére Nerva rövidesen megszüntette a folyamatot és az újonnan jelentkező kérelmezőket visszaküldte gazdáikhoz.

## A felkelés
Az indulatok rögvest elszabadultak és Syracusaeból úgy 800-an szöktek el és fogtak szervezkedésbe Palikoi istenpár ligetében. A feljegyzések alapján a második felkelés is nagyon hasonlóan ment végbe, mint az első: a lázadók létszáma napokon belül hatezer főre nőtt és királyt választottak maguknak Szalviosz személyében, akinek varázserőt tulajdonítottak. Szalviosz korábban auloszán a Démétér istenasszonynak szentelt szertartásokon játszott és a gazdag városokat mindig is elítélte, amiért a vagyonos polgárok és római patríciusok a rabszolgák kisemmizéséből torbézolnak.
Szalviosz seregét háromfelé osztotta és mindegyik élére egy-egy hadvezért választott, majd szétküldte őket a környéken. A felkelők elrabolták a nyájakat és rengeteg lovat is szereztek. A sereg száma a felkelés elterjedésével megduzzadt és Szalviosz ezután átszervezte a hadat: felállított egy 2000 fős lovasságot és egy 20 ezer fős, válogatott, harci tapasztalottak rendelkező rabszolgákból álló gyalogságot.
Szalviosz ostrom alá vette Morgantina városát (a mai Aidone mellett). A szicíliai katonai erők Itáliából kértek erősítést és Nerva vezetésével a város felmentésére indultak. A 10 ezer fős római haderő, amely döntően segédcsapatokból és más irreguláris erőkből állt, kihasználta azt, hogy Szalviosz serege főleg a város ostromával foglalkozik, ezért rajtaütött a tábort őrző csapaton, amit sikeresen legyőzött, s a tábort kifosztotta. Ezután a római sereg elindult Morgantina felé, ám a felkelők váratlanul megfordultak és ellentámadást indítottak a lejtőn lefelé rohamozva. A rómaiak szégyen szemre megfutamodtak a rabszolgák elől.
A csatában négyezer rómait ejtettek fogságba, hatszázan elestek. Állítóla Szalviosz olyan parancsot adott harcosainak, hogy ne öljék meg azokat a rómaiakat, akik eldobják a fegyverüket menekülés közben. Mivel sok római elhányta fegyverzetét, ezért a rabszolgák jelentős arzenálhoz jutottak hozzá.

### Szalviosz szicíliai királysága
Szalviosznak nem sikerült Morgantina bevétele, noha a rómaiak felett aratott győzelme után már több mint harmincezer főre rúgott a lázadók hada. Hadműveleti területét áthelyezte Leontini (ma Lentini) területére, ahol rablótámadásokkal keltett káoszt a vidéken. Győzelméért áldozatot mutatott be a Palikoi istenpárnak és egy bíborpalástot ajánlott fel. Önmagának a Trüphón nevet adományozta Diodotosz Trüphón szeleukida uralkodó után, tanácsnokokat választott, ítélkező testületet állított fel és tisztviselőket nevezett ki, megteremtve saját államaparátusát, ezzel is elődje, Eunus példáját követve, aki az első felkelés fővezére volt.
Segesta és Lilybaeum (ma Marsala) városok mellett Athenion vezetésével tört ki egy másik felkelés, amely rövidesen összeért Szalviosz mozgalmával. Ebbe a lázadásba már a szegény szabadok is belekeveredtek és a területen elszabadult azt anarchia, mivel a rabszolgák és a szegény szabadok egymásra is rátámadtak.
Szalviosz seregével bevette a gazdag Trocala (ma Caltabellotta) városát, melyet megtett fővárosánák. Egy római stadionból létrehozott egy erődítményt, abba helyeztette palotáját is. Sikerei csúcspontján a felkelésben már vagy hatvanezer lázadó rabszolga vett részt és uralma alatt tartotta a sziget legnagyobb részét.

### A felkelés vége
A felkelés ellen a rómaiak jó ideig nem tudtak hatékonyan fellépni, mígnem a szenátus kinevezte Lucius Licinius Lucullus praetort egy 16 ezer fős római sereg élére, amit Szicíliába küldtek. Szalviosz és Athenion egyesült serege Skirthaia mellett ütközött meg a rómaiakkal. Athenion a harcban súlyosan megsérült, miközben 200 fős elit lovasságát vezette, emiatt a felkelők is meghátráltak a légiók elől. Kilenc nappal később Lucullus elérte Szalviosz székhelyét, de a felkelők megvédték Trocalát a rómaiaktól.
A felkelést végül Manius Aquillius konzul verte le. A háború utáni események (többek között a vezérek sorsa) tisztázatlan.

## Lásd még
- Első szicíliai rabszolgaháború
- Harmadik rabszolgaháború